# Jan Jansson i Saxhyttan
Jan Petter Jansson (i riksdagen kallad Jansson i Saxhyttan), född 5 mars 1854 i Grangärde socken, död där 26 januari 1918, var en svensk lantbrukare och politiker (liberal). 
Jan Jansson, som kom från en bondesläkt, var bergsman och lantbrukare i Saxhyttan i Grangärde, där han också var ledande kommunalman.
Han var riksdagsledamot i andra kammaren 1888–1905 för Grangärde, Norrbärke och Söderbärke tingslags valkrets (från 1903 kallad Smedjebackens domsagas valkrets). I riksdagen tillhörde han det frihandelsvänliga Gamla lantmannapartiet 1888–1894 och det återförenade Lantmannapartiet 1895, varefter han betecknade sig som vilde under åren 1896–1899 och sedan anslöt sig till det nybildade Liberala samlingspartiet. Han var bland annat ledamot i bankoutskottet 1894–1905 och engagerade sig bland annat för landsbygdsfrågor såsom väghållningsregler.